# Son Yong-chan
Son Yong-chan (손용찬?; Jinju, 15 aprile 1991) è un ex calciatore sudcoreano, di ruolo centrocampista.

## Carriera
In carriera ha giocato 17 partite per la Coppa dell'AFC e 1 per l'AFC Champions League.